# Tsukudani
Tsukudani (jap. 佃煮 tsukuda-ni) – ogólnie: japońskie pożywienie gotowane lub konserwowane poprzez gotowanie w sosie sojowym.

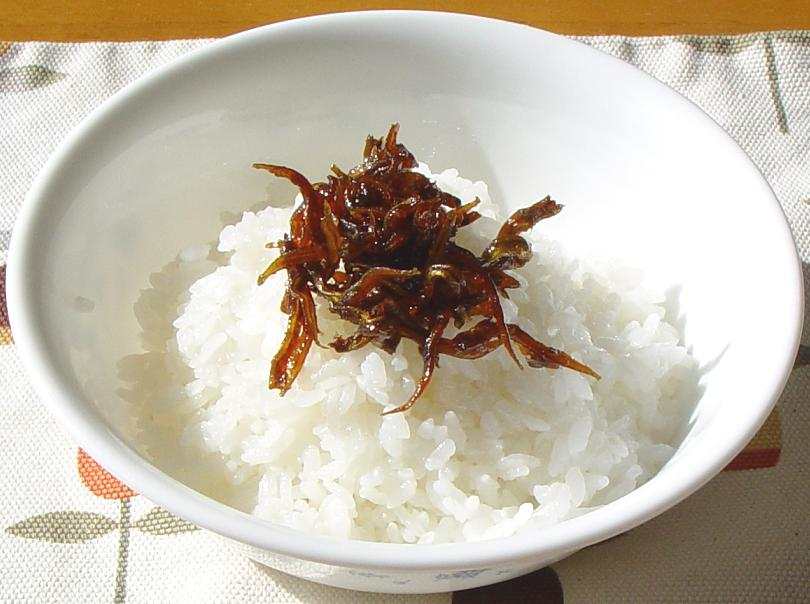
Ikanago (mała rybka z rodzaju Ammodytes personatus) tsukudani

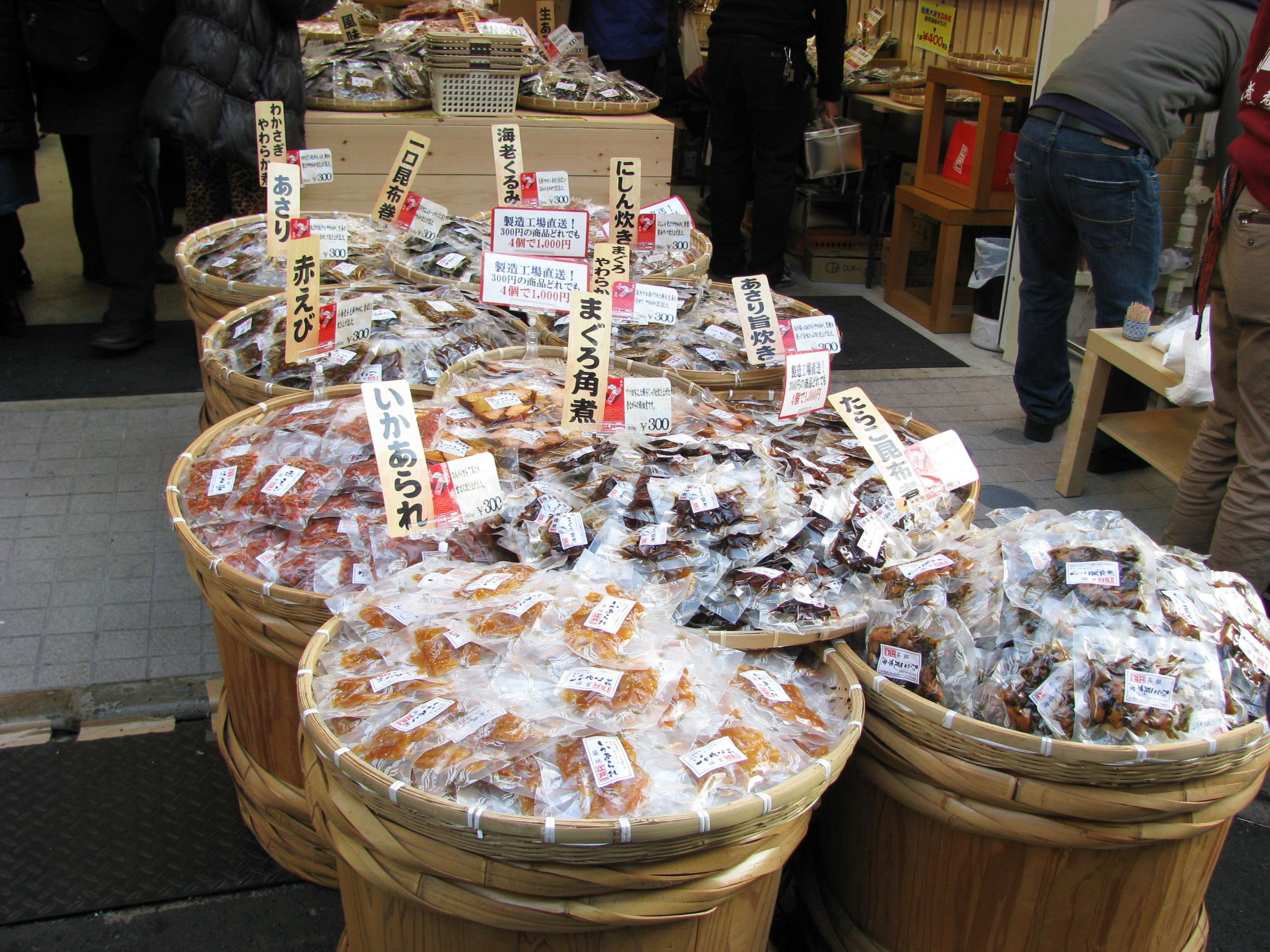
Tsukudani różnego rodzaju na targu Tsukiji w Tokio

W kuchni japońskiej gorzko-słodka potrawa przyrządzana poprzez gotowanie różnych składników w mieszance wody, dashi, sosu sojowego (shōyu), mirinu, sake i cukru. Dobór składników i ich proporcje są zależne od gustu i smaku przyrządzającego. Japończycy gotują w ten sposób owoce morza, mięso, warzywa, wodorosty (kombu, wakame, nori), które służą jako dodatki do innych potraw, element bentō lub są podawane na ryżu jako oddzielne danie.

## Historia tsukudani
Tsukudani jako konserwowana żywność ma swoje początki w Edo (obecnie Tokio) w okresie Edo (1603–1868). W poprzedzającym go okresie Sengoku (1467–1573), rybacy z wioski Tsukuda (obecnie dzielnica Osaki) pomogli uciec wojsku Ieyasu Tokugawy, kiedy był ścigany przez wrogów. W tamtym czasie  dzielili się oni cennym pożywieniem w postaci konserwowanej małej ryby. Uważa się, że ta żywność była pierwotną formą tsukudani.
W podzięce za pomoc Ieyasu pozwolił rybakom Tsukudy zamieszkać w Edo na sztucznej wyspie u ujścia rzeki Sumida do Zatoki Tokijskiej. Na pamiątkę ich rodzinnej wioski została ona nazwana wyspą Tsukuda (Tsukuda-jima). Przyznał im także specjalne prawa m.in. polegające na możliwości dostarczania mu żywności do zamku Edo i domów samurajów. Z biegiem lat tsukudani stało się wysokiej jakości, zdrowym pożywieniem.